# Villa Fumanelli
Villa Fumanelli si trova nel cuore della Valpolicella più classica, in una vallata di vigneti, circondata da cipressi. Venne costruita dalla nobile famiglia Fumanelli nel diciassettesimo secolo.
Fu eretta su un poggio dove forse esisteva un castrum romano, dalla cui conformazione quadrangolare si vuole derivi il nome di Squarano presso San Floriano. L'attuale edificio sorge a monte della vecchia "strada grande" della Valpolicella in posizione dominante un prato ampio tra viale di cipressi e cornice di parco.
La villa è da sempre fulcro di un ampio fondo agrario, che si estende sulle pendici di un colle ai margini di San Floriano, nel comune di San Pietro in Cariano, nella provincia di Verona).

## Storia
A Squarano i Marchesi Fumanelli iniziarono a produrre uva e vini pregiati dal 1470 su resti di antichi impianti di epoca romana.
La villa appartiene alla nobile famiglia fin dal tempo della sua edificazione. Fu costruita fra il 1599 e il 1602, senza tuttavia prove per la datazione.
Le dichiarazioni all'estimo veronese dei Fumanelli di S. Maria in Organo, dal 1653 al 1696, tuttavia, precisano che il fondo posseduto a Squarano è "senza casa da patron, solo da lavorante".
Agli estimi del 1653, del 1682, del 1696 e del 1745 (Arch. Stato Verona, Antichi Estimi Provvisori, polize d'estimo Città) i Fumanelli non compaiono possessori di villa alcuna a Squarano, ma solo di una tenuta, mancando sistematicamente l'accenno al palazzo, sinché, in margine al testamento di Girolamo Fumanelli dettato il 23 agosto 1713, apprendiamo dei "miglioramenti di fabbriche, et altro" recentemente realizzati dal personaggio.
Soltanto in atto del 1718, ripartente i beni di Girolamo tra i figli Aletifilo, Teodosio, Giovanni Francesco e Gabriele, si trovano nominate le "Fabriche Dominicali e Rusticali di S. Fiorano di Valpolicella denominati Squarano" (Arch. Stato Verona, atti dei Rettori Veneti, proc. 1546/87). Ciò significa o che il palazzo è di costruzione al più settecentesca, o che proprietari nel Sei e Settecento non erano i Fumanelli, almeno quelli di Verona, o che i Fumanelli non dichiaravano il vero al fisco in fatto di proprietà: evento poco probabile per chi abbia una qualche familiarità con le polizze d'estimo. Perciò la proprietà Fumanelli della villa va accertata solo in forza dell'atto divisorio del 6 aprile 1718 dell'eredità Girolamo Fumanelli.
Agli inizi dell'Ottocento, cioè al tempo della proprietà di Giovanni Battista Fumanelli, la villa contava centotrentadue campi di terra aratoria, vitata e orticola, come attesta un disegno ad acquerello di Alessandro Gaboardi del 26 giugno 1818 conservato nel palazzo, nel quale si trova riprodotto l'edificio, parte del parco e il monumentale viale di cipressi.
L’antica costruzione conserva frammenti architettonici e iscrizioni di un tempio dedicato alla Dea Flora, costruito dai romani mille anni prima, nel periodo in cui sono state innestate le prime viti, con la conseguente ipotesi, affacciata da qualche studioso, che il nome di San Floriano dato al paese e alla vicina Pieve millenaria cristiana sia in relazione all'antico culto pagano.
Possibile anche nel sec. X° la presenza di una villa di Berengario imperatore, che da Castelrotto e San Floriano emanò alcuni decreti.

## Epoca moderna
Numerose le personalità ospiti in villa Fumanelli. Si ricordano Gabriel Fauré, noto compositore francese, la poetessa Anna de Noailles e la principessa Bidesco, della Reale Accademia del Belgio. L'11 maggio 1892 fu ospite nella villa la principessa Letizia di Savoia, invitata dal Circolo Artistico di Verona, in occasione del secondo centenario della fondazione del Reggimento Savoia Cavalleria, come ricorda una lapide apposta da Guglielmo Lebrecht sulla facciata della "casanteria".
Dal 1998 le antiche cantine di tufo, dopo un attento restauro, sono tornate ad ospitare nelle botti di rovere l'invecchiamento dei vini classici della Valpolicella.
Durante la settimana, previa prenotazione, è possibile visitare le cantine e le rovine romane. La villa oggi è teatro di esposizioni, feste ed incontri con artisti.

## Struttura e architettura
Sviluppata come oggi appare, la villa ha un'estensione longitudinale assai marcata, emergente dal verde circostante, con le sequenze di finestre uguali su due piani, diverse nel piano superiore.
L'effetto scenografico non manca, reso evidente nell'emergere fra tanto verde e completato da una composta e al tempo stesso articolata immagine prospettica.
Il fabbricato signorile è caratterizzato dall'uso spiccato del tufo nelle due facciate; quella a sud, che guarda la valle verso Castelrotto, è la principale.
Ad essa, in cui si apre un fornice bugnato, si accede per mezzo di una scalinata adorna, ai lati, di cespugli di fiori.
Presenta un profilo tipico di altri edifici della valle, con un attico triangolare al secondo piano. Al piano nobile, un finestrone centrale con un medaglione in chiave di volta si apre su di un balcone a balaustra, simile a quello presente sulla loggetta, a tre archi bugnati, situata nel timpano sovrastante. Il salone centrale è decorato con grandi tendaggi affrescati in verde, e sopra le quattro porte sono dipinti quattro putti avvolti da tralci di vite. Esso mette in comunicazione il giardino antistante il palazzo ed il cortile ospitante i rustici, ora adibito ad abitazione. Nel piano terreno di quest'ultima, vi sono tre ingressi profilati da bozze rustiche. Su uno dei lati delimitanti il cortile sorge una torre merlata su cui sono ancora visibili frammenti di iscrizioni molto rovinati, di datazione assai incerta. La biblioteca, ripartita in quattro armadi lignei, ha purtroppo subito le ingiurie dell'occupazione militare della seconda guerra mondiale, come d'altra parte tutto l'arredamento ed il parco. Al piano terreno sono da ricordare: un salone con affrescati una sequenza di volti e la cucina con un bellissimo forno da pane. Un breve giardino terrazzato, all'italiana, si apre innanzi alla facciata sud mentre sul versante nord si estende la corte rustica, racchiusa dalle barchesse, terminanti con due torrette di recente merlatura. Qui, davanti ad un cancello in ferro, termina il lungo viale di cipressi che dalla Provinciale porta al sito.
Nel retro un vasto cortile, contornato da rustici e sottoposte cantine, immette al vialetto che porta al sommo del cocuzzolo.
La proprietà Fumanelli è ribadita dai vari stemmi della nobile famiglia che si possono ammirare: sulla facciata nord, in una pietra bianca infissa alla parete, nella chiave di volta dell'ingresso, accanto all'oratorio e nella serraglia dell'ingresso della facciata nord.

## Fonti
- Mario Luciolli, Ville della Valpolicella, Verona, Jago edizioni, 2008, ISBN 9788889593097.
- Giuseppe Franco Viviani, La villa nel veronese, Verona, edizione della Banca Popolare di Verona, 1975, ISBN non esistente.
- Giuseppe Franco Viviani, Ville della Valpolicella, Verona, Centro di Documentazione per la Storia della Valpolicella, 1983, ISBN non esistente.
- Francesco Quintarelli,  Valpolicella – Guida turistico-informativa, Verona, Damolgraf editore, 2001, ISBN 9788896057025.
- Giuseppe Silvestri, La Valpolicella, Verona, Editrice La Grafica, 1983, ISBN 8869470717.
- Sito internet http://www.squarano.com
- Sito internet http://www.valpolicellaweb.it